# 小福子
小福子是老舍小說《骆驼祥子》中的人物。是祥子生活剧情发展的一个分支。
在书中，她是一位善良，但却有着可悲的命运的人物。她先被卖给了一位军官，后来因军人的离开，她回到了娘家。此时父亲嗜酒成性，母亲被父亲打死。家里没有经济来源，最后被父亲卖到了窑子里，自己上吊自杀了。她是祥子心愛的女人。
小福子的一生被作为中国旧社会民众的真实写照，她们没有过错，因为她们的命运从一开始就被时代决定。命运不公平地捉弄着一切，小福子顺应了命运，最后走向了悲剧。